# 阮廷聞
阮廷聞（越南语：／；1860年—1906年），原名阮斯超（越南语：／），越南阮朝官員。

## 生平
阮廷聞是清化省河中府弘化縣沛澤總鳳亭社（今屬清化省弘化縣弘英社鳳亭村）人，嗣德十三年（1860年）出生。同慶三年（1888年），阮廷聞參加乂安場鄉試，考中舉人。成泰四年（1892年），阮廷聞會試中格，庭試考中副榜。初授吏部承派，後仕至慶和按察使。